# Józef Bendkowski
Józef Bendkowski (ur. 21 lutego 1890, zm. 14 marca 1955) – działacz polityczny.

## Życiorys
Józef Bendkowski urodził się w Warszawie, a jego ojcem był Marcin Bendkowski, kolejarz. Jeszcze będąc dzieckiem stracił rodziców. Ukończył szkołę powszechną i uczył się zawodu ślusarza. Później podjął pracę w swoim zawodzie w firmie „Drzewiecki–Jeziorański”. W pracy zetknął się z ruchem robotniczym i zaczął działać w Polskiej Partii Socjalistycznej. Za działalność w PPS, w 1910 roku musiał uciekać przed carską policją. Po ucieczce pracował w Krakowie, Berlinie i Brunszwiku. W 1917 roku przez niemieckie władze internowany i osadzony w obozie. Zwolniono go w 1918 roku. Powrócił do kraju i pracował w Poznaniu. Do Warszawy przyjeżdża w 1925 roku i ponownie zaczyna pracę w firmie „Drzewiecki–Jeziorański”. W tymże roku wstąpił do Komunistycznej Partii Polski. Występował jako łącznik mieszkaniowy dla tych, którzy przyjeżdżali z terenu, a tam gdzie mieszkał odbywały się spotkania i narady partyjne. Działał w Związku Zawodowym Metalowców oraz delegatów robotniczych swojej załogi.
W okresie okupacji był pracownikiem kolei w Łunińcu koło Pińska. W 1944 roku ukrywał się przed Niemcami, a w styczniu 1945 roku został członkiem Polskiej Partii Robotniczej. I sekretarz Komitetu Miejskiego PPR w Szczekocinach. Komitet Wojewódzki PPR w Kielcach skierował Józefa Bendkowskiego w sierpniu 1945 roku na Dolny Śląsk w celu zorganizowania w Szprotawie komitetu powiatowego PPR. Od sierpnia 1945 do października 1948 roku był I sekretarzem Komitetu Powiatowego PPR w Szprotawie organizując w powiecie szprotawskim władzę ludową i życie polityczne. Po zwolnieniu z aparatu partyjnego pracował na terenie miasta w różnych instytucjach oraz w Dolnośląskich Zakładach Metalurgicznych. I sekretarz Komitetu Miejskiego Polskiej Zjednoczonej Partii Robotniczej w Szprotawie w latach 1954–1955. Zmarł 14 marca 1955 roku.

## Ordery i odznaczenia
- Brązowy Krzyż Zasługi[3]